# John Milne
John Milne (1850-1913) va ser un geòleg anglès i enginyer de mines conegut per les seves millores al sismògraf, amb pèndols horitzontals.

## Japó (1875-1895)
Milne va ser professor de mineria i geologia en el Col·legi Imperial d'Enginyeria de Tòquio (a partir de 1886 la Facultat d'Enginyeria de la Universitat Imperial de Tòquio) des del 8 de març de 1876 fins al 20 de juny de 1895. Dins del Col·legi Imperial d'Enginyeria va treballar sota la direcció d'Henry Dyer i al costat de William Edward Ayrton i John Perry.
El 1880 Sir James Alfred Ewing, Thomas Gray i John Milne, tots científics britànics treballant al Japó, van començar a estudiar els terratrèmols. Van fundar la Societat Sismológica del Japó, la qual va finançar l'elaboració de sismògrafs millorats per detectar i mesurar terratrèmols. Els tres homes van treballar en equip per realitzar millores als sismògrafs, un aparell que havia estat inventat el 1842 pel físic James David Forbes. A John Milne generalment se li acredita el disseny del sismògraf de pèndol horitzontal, realitzat l'any 1880.

## Anglaterra (1895-1913)
Al juny de 1895 John va tornar amb la seva esposa japonesa a Anglaterra i es van assentar a Shide, a l'Illa de Wight. Va ser nomenat professor emèrit de la Universitat Imperial de Tòquio.
Va fundar un observatori sismològic. El sismògraf de pèndol horitzontal (posteriorment desenvolupat per J.J. Shaw a un instrument molt més sensible conegut com el sismògraf Milne-Shaw) es va instal·lar en un nombre important d'estacions i institucions especialment en l'Imperi Britànic; aquestes estacions enviaven els seus “registres” a Milne que al seu temps eren la base de les seves recerques.
La necessitat d'un intercanvi internacional de registres va ser ràpidament reconegut pel professor Milne en el seu “Slide Circular reports on earthquakes” publicats anualment des de 1900 fins a 1912. Aquest treball estava destinat a evolucionar cap a l'"Internacional Seismological Summary" creat immediatament després de la Primera Guerra Mundial. En aquest revista i col·laborava regularment el simògraf català Miquel Saderra i Masó.